# تياغو فرناندس سوزا
تياغو فرناندس سوزا هو لاعب كرة قدم برازيلي في مركز الهجوم، ولد في 20 نوفمبر 1990 في بيلو هوريزونتي في البرازيل. لعب مع نادي آيندهوفن ونادي ألكويانو ونادي كروزيرو.